# Richard Lee Turberville Beale

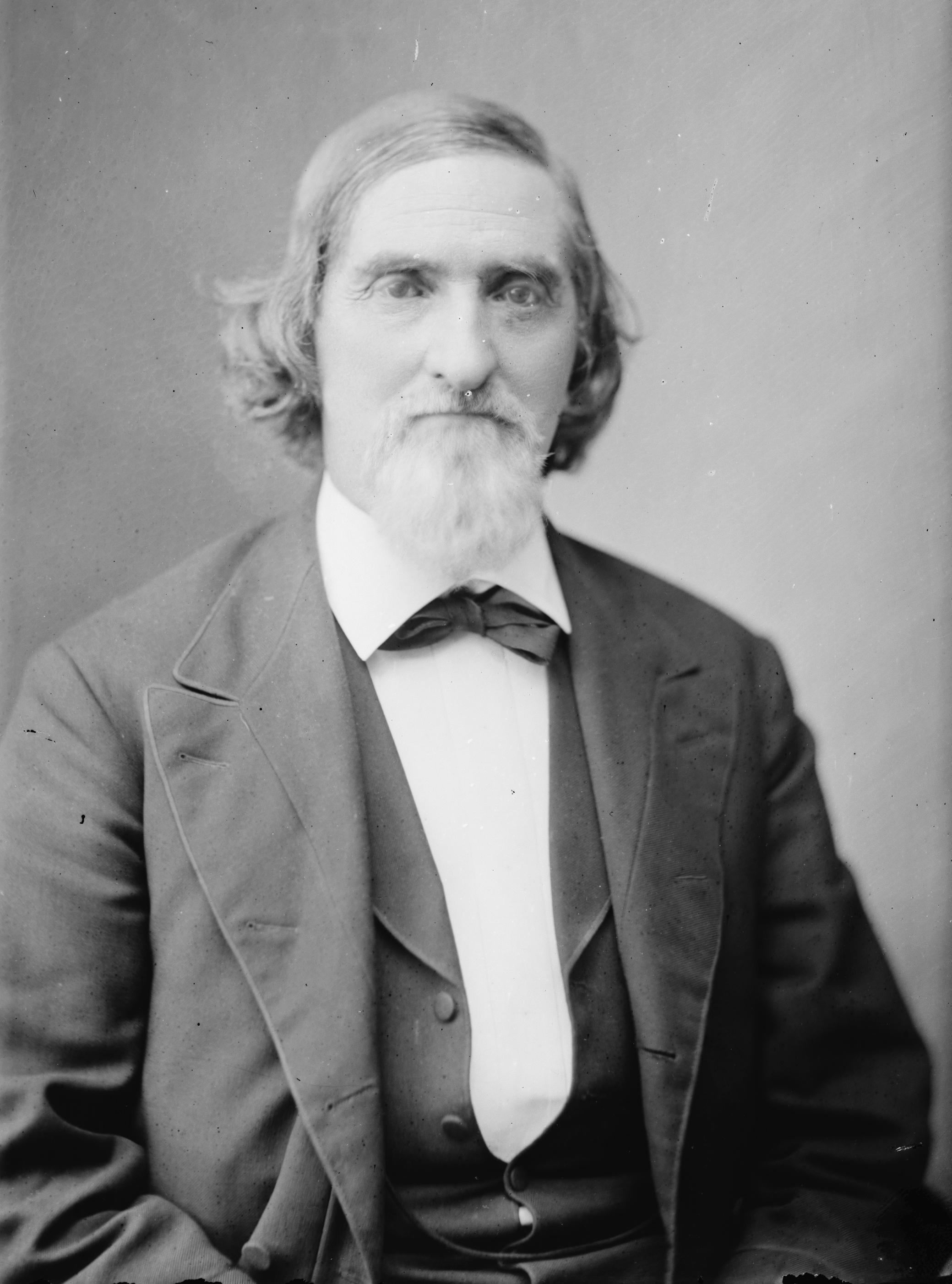
Richard Lee Turberville Beale

Richard Lee Turberville Beale (* 22. Mai 1819 auf dem Anwesen Hickory Hill in McLean, Virginia; † 21. April 1893 ebenda) war ein US-amerikanischer Jurist, Politiker und Offizier, der als Brigadegeneral der Konföderierten im Sezessionskrieg diente.

## Leben
Beale erhielt seine Ausbildung er an der Northumberland Academy und der  Rappahannock Academy (beide in Virginia) sowie dem Dickinson College in Carlisle, Pennsylvania. Anschließend studierte er bis 1837 Jura an der University of Virginia in Charlottesville. 1839 wurde er als Anwalt zugelassen und eröffnete eine kleine Kanzlei in Hague im Westmoreland County.
Etwa zur gleichen Zeit trat er in die Demokratische Partei ein und befasste sich auch beruflich mit der Politik. Vom 4. März 1847 bis zum 3. März 1849 war er Abgeordneter im Repräsentantenhaus der Vereinigten Staaten; auf eine erneute Kandidatur verzichtete er zunächst. Nach mehreren politischen Ämtern wurde er 1858 in den Senat von Virginia gewählt.
Zu Beginn des amerikanischen Bürgerkriegs trat er in die Armee der Konföderierten im Rang eines Leutnants der Kavallerie ein. Beale wurde in kurzer Zeit zum Captain und zum Major befördert und bekam das Kommando über das Camp Lee in der Nähe von Hague, am Potomac River, übertragen. Er diente unter Colonel William Henry Fitzhugh Lee, dem Kommandeur des 9. Kavallerie-Regiments, als dieser zum Brigadegeneral befördert wurde, und rückte als Oberst nach. Am 16. April 1863 wurde er von General James Ewell Brown Stuart für Tapferkeit ausgezeichnet und kämpfte wenige Wochen später  vom 1.–3. Juli 1863 in der Schlacht von Gettysburg. Nach dem Tod von General John Randolph Chambliss, Jr. am 16. August 1864 übernahm Beale dessen Brigade und wurde am 6. Februar 1865 zum Brigadegeneral ernannt.
Nach dem Bürgerkrieg führte er seine Kanzlei weiter. Im Februar 1879 zog er noch einmal als Vertreter Virginias ins US-Repräsentantenhaus in Washington ein, wo er bis zum 3. März 1881 verblieb. Nach dem Ende seiner politischen Karriere betätigte er sich ausschließlich als praktizierender Anwalt.